# Minjá
Minjá je hlavním městem guvernorátu Minjá. Nachází se asi 245 km od jižně od Káhiry při západním břehu Nilu, jenž také městem protéká. K roku 2012 zde žilo 256 732 obyvatel. Jméno města pochází ze staroegyptského názvu Men'at Khufu. Sesterským městem je německý Hildesheim.